# Erik Wångmar
Per Erik Wångmar, född 13 maj 1968, är en svensk historiker.
Wångmar blev filosofie licentiat 2001 vid Växjö universitet och filosofie doktor där 2003 på avhandlingen Från sockenkommun till storkommun: en analys av storkommunreformens genomförande 1939–1952 i en nationell och lokal kontext. Han är docent i historia och lektor i statsvetenskap vid Linnéuniversitetet. Han ägnar sig åt kommunhistoria, politisk historia, personhistoria, kriminalhistoria och historiografi.